# Packard Fuelizer
Der Packard Fuelizer ist ein Steigstromvergaser mit integrierter Gemischvorwärmung durch Verbrennung von Benzin, den die Packard Motor Car Company von ca. 1920 bis 1924 baute und in eigenen Fahrzeugen verwendete.

## Zweck
Bezweckt wurde eine bessere Gemischaufbereitung und bessere Kaltstarteigenschaften. Benzin mit hohem Siedepunkt konnte damals zu unruhigem Motorlauf führen, weil der nicht verdampfte Teil des Kraftstoffes wegen der Steigstromvergaser den Zylinder nicht erreichte und das Gemisch zu stark abmagerte.

## Funktionsweise
Die Vorrichtung besteht aus einer kleinen Brennkammer mit eigener Zündkerze und -spule, in der eine kleine Menge Benzin verbrannt wird, um das Saugrohr zu beheizen. Das Benzin-/Luftgemisch kann eingestellt werden, wobei ein Schauglas der Überwachung dient. Wenn die Flamme gleichmäßig blau brennt, arbeitet das System korrekt.
Bessere Benzinqualitäten auf dem Markt machten das System überflüssig. Packard baute noch bis 1929 (6. Serie) eigene Vergaser und kaufte ab dann Fallstromvergaser von Detroit Lubricator zu.

## Anwendung
Packard verwendete Vergaser mit Fuelizer erstmals im Twin Six der 3. Serie (Baureihe 3-35) ab dem Modelljahr 1920. Der 3-35 war bereits 1918 eingeführt worden. Fuelizer wurden bis 1924 verwendet; zuletzt im Single Six der 2. Serie (Baureihen 226 und 233) und im Single Eight der 1. Serie (Baureihen 136 und 143).